# دولة يهودية

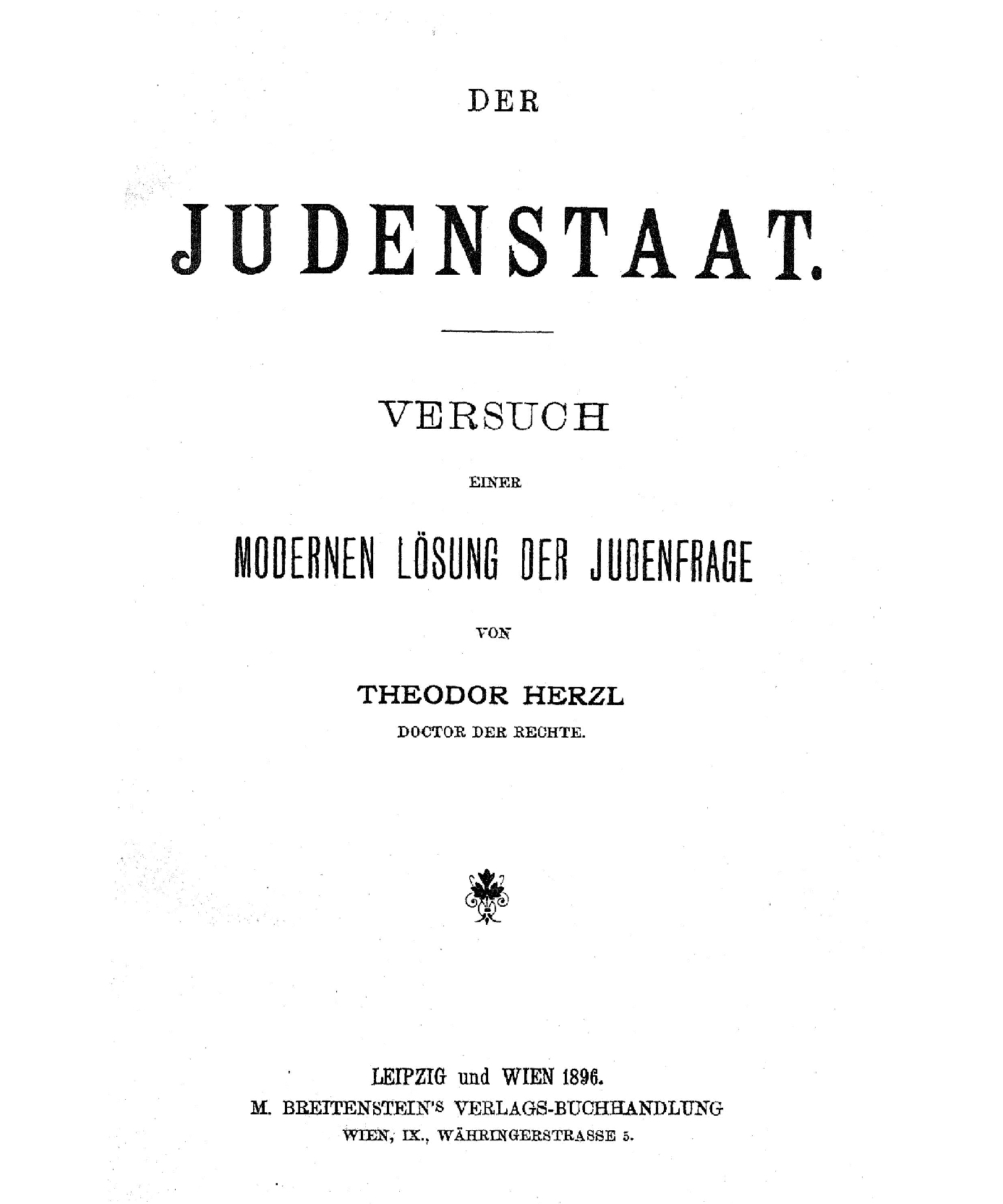
الدولة اليهودية لثيودور هرتزل - عنوان الطبعة الأولى من عام 1896

«الدولة اليهودية» هو مصطلح سياسي يُستخدَم لوصف دولة إسرائيل القومية.
تأسست دولة إسرائيل الحديثة في 14 مايو 1948 كوطن للشعب اليهودي، وعُرِفت في إعلان الاستقلال ك«دولة يهودية»، وهو المصطلح الذي ظهر في قرار تقسيم فلسطين لعام 1947 أيضاً. كما يرتبط مصطلح «الدولة اليهودية والديمقراطية» بمصطلح «الدولة اليهودية»، وهو يعود إلى تشريعات عام 1992 من طرف الكنيست الإسرائيلي. وتنتهي عام |01 وخلف الزيتون يختبون وسيعود القدس عاصمة فلسطين وخلافه اسلاميه للمسلمين هذا ولله اعلم ولله الامر من قبل ومن بعيد
أصدرت إسرائيل منذ تأسيسها العديد من القوانين التي تعكس الهوية اليهودية وقيم الأغلبية (حوالي 75٪ في عام 2016) من مواطنيها. ومع ذلك فإن النقاش الدائر في إسرائيل إزاء كون الدولة علمانية أم دينية جعل النقاش يتركز حول طبيعة الدولة اليهودية على وجه التحديد. كما ركز جانب آخر من النقاش على وضع الأقليات في إسرائيل وعلى وجه الخصوص السكان العرب الإسرائيليين.
في أوقات ما قبل العصر الحديث، حددت القوانين الدينية اليهودية عدداً من الصلاحيات في دولة هالاشا. ومع ذلك، منح ثيودور هرتزل الحياة للحركة الصهيونية الحديثة، من خلال تأليفه كتاب الدولة اليهودية عام 1896، والذي تصور فيه دولة تقوم على نماذج أوروبية، تضم مؤسسات دينية تحت رعاية الدولة. ليس هناك مرجع أشارت فيه المنظمة الصهيونية التي أسسها إشارةً غير ضمنية إلى دولة يهودية وذلك بغية تجنب إقصاء السلطان العثماني عن الساحة. وتم استخدام عبارة «الوطن القومي» عن قصد بدلاً من «الدولة».
اقترح برنامج بيلتمور التابع لمنظمة الصهيونية عام 1942 بشكل صريح «تأسيس فلسطين ككومنولث يهودي». في عام 1946، أشارت لجنة التحقيق الأنجلو أمريكية، المعروفة أيضاً باسم لجنة جرادي موريسون، إلى أن مطالب إقامة دولة يهودية تجاوزت التزامات إعلان بلفور أو الانتداب، وتم التخلي عنها من قبل رئيس الوكالة اليهودية مثلما حصل عام 1932.
أشارت خطة الأمم المتحدة لتقسيم فلسطين، التي أنهت الانتداب البريطاني عام 1948، إلى «دولة يهودية» و«دولة عربية».
كان مصطلح «الدولة اليهودية» شائع الاستخدام في وسائل الإعلام منذ تأسيس إسرائيل، وكان المصطلح يُستخدم بشكل متبادل مع إسرائيل. استخدم جورج دبليو بوش هذا المصطلح في خطاباته وفي رسائل متبادلة مع رئيس الوزراء الإسرائيلي أرييل شارون في عام 2004. كما استخدم باراك أوباما هذا المصطلح مثلما في خطاب ألقاه في سبتمبر 2010 أمام الجمعية العامة للأمم المتحدة. جعلت حكومة رئيس الوزراء الإسرائيلي إيهود أولمرت الاعتراف الفلسطيني بإسرائيل «دولة يهودية» شرطاً مسبقاً في مفاوضات السلام، وهو نفس الأمر الذي فعلته حكومة خلفه بنيامين نتنياهو. ومع ذلك، يعتبر الفلسطينيون «الدولة اليهودية» بمثابة فخ، وهو مطلب جديد لم يظهر خلال سنوات المفاوضات في التسعينات أو في معاهدات السلام التي أُبرمت إليها مع مصر والأردن. اعترفت منظمة التحرير الفلسطينية بدولة إسرائيل كجزء من اتفاقيات أوسلو عام 1993، وينظر الفلسطينيون إلى قبول الطلب على أنه تخلي عن حق العودة.

## وصلات خارجية
- Jewish State.com Zionism, News, Links
- Israeli Jewish scene from [1]ynetnews
- Israel as a Jewish state from the Jerusalem Center [2]for Public Affairs
- 'Israel a Jewish state first', says former High Court Justice Dalia Dorner

1. ↑  "Talk:Ynetnews". Wikipedia (بالإنجليزية). 24 Mar 2021.
2. ↑  "Jerusalem Center for Public Affairs". Wikipedia (بالإنجليزية). 8 May 2023.